# Geoffrey Patterson
Geoffrey Patterson é um engenheiro de som norte-americano. Como reconhecimento, foi nomeado ao Oscar 2010 na categoria de Melhor Mixagem de Som por Transformers: Revenge of the Fallen.